# Luis Arroyo Martínez
Luis Arroyo Martínez (Madrid, 1969) es sociólogo y politólogo español, asesor político en varios gobiernos de José Luis Rodríguez Zapatero y consultor del Banco Mundial. Preside el Ateneo de Madrid y la firma de consultoría de comunicación Asesores de Comunicación Pública. Imparte docencia en varias universidades de España y América y es autor de diversos ensayos.

## Desarrollo Profesional
Es Licenciado en Ciencias Políticas y Sociología por la Universidad Complutense de Madrid, y ha cursado estudios de doctorado en la Universidad Complutense y en la Universidad de Georgetown.
Ha desarrollado su carrera fundamentalmente como consultor y asesor político.  Fue director de comunicación de crisis y asuntos públicos de la multinacional Edelman y ocupó cargos de responsabilidad en los gobiernos de José Luis Rodríguez Zapatero. Fue director de gabinete de los secretarios de Estado de Comunicación Miguel Barroso y Fernando Moraleda; director adjunto en el gabinete de la vicepresidenta primera, María Teresa Fernández de la Vega y director del gabinete de la ministra Carme Chacón cuando ocupaba el Ministerio de Vivienda.
Como consultor, asesora a gobiernos, primeros ministros y líderes políticos, empresariales y sociales en varios países de América Latina y Europa.  
Especialista en comunicación política, ha sido uno de los promotores de su profesionalización. Fue fundador y presidente de la  Asociación de Comunicación Política (ACOP), y miembro de la Junta Directiva de la Asociación de Directivos de Comunicación de España, Dircom.  Desde 2008 preside la firma Asesores de Comunicación Pública.
Como docente comenzó en 1996 impartiendo clases de marketing, comunicación y comportamiento del consumidor en la universidad norteamericana Florida Atlantic University (FAU) de Boca Ratón. Es profesor colaborador en diversas materias relacionadas con estrategia, comunicación política y oratoria en el Instituto Nacional de Administración Pública (INAP), para el que fundó el primer curso superior de comunicación en la Administración Pública;en IE University, ESADE, Instituto Ortega y Gasset, Escuela de Administración de Empresas (EAE), Universidad Carlos III,  Universidad ESAN (Perú), Universidad Pontificia de Salamanca, Universidad de Navarra y Universidad Complutense de Madrid.
Ha sido patrono de la Fundación Juan XXIII-Roncalli,  que trabaja a favor de personas con discapacidad intelectual, consejero en la Sociedad Española de Estudios para la Comunicación Fija a través del Estrecho de Gibraltar (SECEGSA) y vocal en la Real Casa de Moneda y Timbre.
En junio de 2021 accedió a la presidencia del Ateneo de Madrid, tras ganar las elecciones con la Candidatura 1820 y un programa de renovación generacional, digitalización y puesta en valor de sus activos. Fue reelegido en mayo de 2023 para un nuevo mandato.
Tras el fallido discurso de Felipe VI en la entrega de los Premios Príncipe de Asturias decidió diseñar junto a su equipo un teleprompter portátil, el prompter-in-a-box, cuya patente está a su nombre.
Es autor y coautor de varios ensayos sobre comunicación. Colabora como analista en diversos medios de comunicación españoles y latinoamericanos, como Televisión Española, Cadena SER, e Infolibre, entre otros.

## Publicaciones
- El poder político en escena: historia, estrategia y liturgias de la comunicación política (RBA, 2013).[12]
- Frases como puños: el lenguaje y las ideas progresistas (Edhasa, 2013)
- Junto a Magali Yus: Los cien errores en la comunicación de las organizaciones (ESIC, 2011).
- VVAA Cajas mágicas: El renacimiento de la televisión pública en América Latina (Tecnos, 2013)
- VVAA  Gestión actual del consultor político (LID, 2010)